# Каражал (Восточно-Казахстанская область)
Каражал (каз. Қаражал, до 2013 г. — Огнёво) — село в Улькен Нарынском районе Восточно-Казахстанской области Казахстана. Входит в состав Новополяковского сельского округа. Код КАТО — 635453400.

## Население
В 1999 году население села составляло 275 человек (140 мужчин и 135 женщин). По данным переписи 2009 года, в селе проживало 145 человек (74 мужчины и 71 женщина).